# カムバック賞 (NFL)
NFLカムバック賞（エヌエフエル・カムバックしょう、英語: National Football League Comeback Player of the Year Award）は、その前年に怪我やパフォーマンスの低下などの理由でプレーできなかったアメリカンフットボール選手のうち、その状況を克服し忍耐力を示した選手に与えられるNFL（ナショナル・フットボール・リーグ）の賞である。この賞は、AP通信、プロフットボール記者協会（PFWA）、スポーティングニュース、ユナイテッド・プレス・インターナショナル（UPI）などのいくつかの組織によって授与されているが、AP通信のものが事実上の公式記録とされている。

## NFLカムバック賞一覧
今までNFLカムバック賞とみなされた賞は以下のとおり。
| 名称                                  | 主催                                        | 期間                          | 備考                                                              |
| ------------------------------------- | ------------------------------------------- | ----------------------------- | ----------------------------------------------------------------- |
| AP通信NFLカムバック賞                 | AP通信                                      | 1963年 - 1966年 1998年 - 現在 | 事実上の公式NFLカムバック賞                                       |
| プロフットボール記者協会カムバック賞  | プロフットボール記者協会 (PFWA、1992年以降) | 1972年 - 現在                 | 1991年まではプロフットボール・ウィークリー（PFW）による単独の授与 |
| UPI通信社カムバック賞                 | UPI通信社                                   | 1962年 - 1963年 1969年        |                                                                   |
| スポーティングニュースNFLカムバック賞 | スポーティングニュース                      | 2008年 - 現在                 |                                                                   |

- 太字は現在も表彰している賞

## AP通信NFLカムバック賞受賞者
AP通信NFLカムバック賞（エーピーつうしんエヌエフエルカムバックしょう、英語: Associated Press NFL Comeback Player of the Year Award）は、毎年AP通信が表彰しているNFLのカムバック賞である。受賞者は全国のメディア関係者によって選ばれる。現在ではAP通信のものが事実上の公式となっており、2011年以降、スーパーボウルの前日に開催される「NFLオナーズセレモニー」で授与されている。1963年から1966年までは選出されていたが、1967年から1997年までは選出されず1998年から選出が再開された。
| AP通信NFLカムバック賞  | AP通信NFLカムバック賞               | AP通信NFLカムバック賞           | AP通信NFLカムバック賞                                     |
| シーズン               | 選手名                              | ポジション                      | チーム                                                    |
| ---------------------- | ----------------------------------- | ------------------------------- | --------------------------------------------------------- |
| 1963                   | ジム・マーティン                    | プレースキッカー                | ボルチモア・コルツ                                        |
| 1964                   | レニー・ムーア                      | ハーフバック                    | ボルチモア・コルツ                                        |
| 1965                   | ジョン・ブロディ                    | クォーターバック                | サンフランシスコ・フォーティーナイナーズ                  |
| 1966                   | ディック・バス                      | フルバック                      | ロサンゼルス・ラムズ                                      |
| 1967 – 1997： 選出なし |                                     |                                 |                                                           |
| 1998                   | ダグ・フルーティ                    | クォーターバック                | バッファロー・ビルズ                                      |
| 1999                   | ブライアント・ヤング                | ディフェンシブタックル          | サンフランシスコ・フォーティナイナーズ                    |
| 2000                   | ジョー・ジョンソン                  | ディフェンシブエンド            | ニューオーリンズ・セインツ                                |
| 2001                   | ガリソン・ハースト                  | ランニングバック                | サンフランシスコ・フォーティナイナーズ                    |
| 2002                   | トミー・マドックス                  | クォーターバック                | ピッツバーグ・スティーラーズ                              |
| 2003                   | ジョン・キトナ                      | クォーターバック                | シンシナティ・ベンガルズ                                  |
| 2004                   | ドリュー・ブリーズ                  | クォーターバック                | サンディエゴ・チャージャーズ                              |
| 2005                   | スティーブ・スミス テディ・ブルスキ | ワイドレシーバー ラインバッカー | カロライナ・パンサーズ ニューイングランド・ペイトリオッツ |
| 2006                   | チャド・ペニントン                  | クォーターバック                | ニューヨーク・ジェッツ                                    |
| 2007                   | グレッグ・エリス                    | ディフェンシブエンド            | ダラス・カウボーイズ                                      |
| 2008                   | チャド・ペニントン (2)              | クォーターバック                | マイアミ・ドルフィンズ                                    |
| 2009                   | トム・ブレイディ                    | クォーターバック                | ニューイングランド・ペイトリオッツ                        |
| 2010                   | マイケル・ヴィック                  | クォーターバック                | フィラデルフィア・イーグルス                              |
| 2011                   | マシュー・スタッフォード            | クォーターバック                | デトロイト・ライオンズ                                    |
| 2012                   | ペイトン・マニング                  | クォーターバック                | デンバー・ブロンコス                                      |
| 2013                   | フィリップ・リバース                | クォーターバック                | サンディエゴ・チャージャーズ                              |
| 2014                   | ロブ・グロンコウスキー              | タイトエンド                    | ニューイングランド・ペイトリオッツ                        |
| 2015                   | エリック・ベリー                    | フリーセイフティ                | カンザスシティ・チーフス                                  |
| 2016                   | ジョーディ・ネルソン                | ワイドレシーバー                | グリーンベイ・パッカーズ                                  |
| 2017                   | キーナン・アレン                    | ワイドレシーバー                | ロサンゼルス・チャージャーズ                              |
| 2018                   | アンドリュー・ラック                | クォーターバック                | インディアナポリス・コルツ                                |
| 2019                   | ライアン・タネヒル                  | クォーターバック                | テネシー・タイタンズ                                      |
| 2020                   | アレックス・スミス                  | クォーターバック                | ワシントン・フットボールチーム                            |
| 2021                   | ジョー・バロウ                      | クォーターバック                | シンシナティ・ベンガルズ                                  |
| 2022                   | ジーノ・スミス                      | クォーターバック                | シアトル・シーホークス                                    |
| 2023                   | ジョー・フラッコ                    | クォーターバック                | インディアナポリス・コルツ                                |
| 2024                   | ジョー・バロウ                      | クォーターバック                | シンシナティ・ベンガルズ                                  |

## PFW/PFWAカムバック賞受賞者
1972から1991まで、カムバック賞はプロフットボール・ウィークリー（PFW）によって授与されていたが、1992年から2012年まではPFWとプロフットボール記者協会（PFWA）が同時に授与していた。
| プロフットボール記者協会カムバック賞 | プロフットボール記者協会カムバック賞 | プロフットボール記者協会カムバック賞 | プロフットボール記者協会カムバック賞                          |
| シーズン                             | 選手名                               | ポジション                           | チーム                                                        |
| ------------------------------------ | ------------------------------------ | ------------------------------------ | ------------------------------------------------------------- |
| 1972                                 | アール・モラル                       | クォーターバック                     | マイアミ・ドルフィンズ                                        |
| 1973                                 | ローマン・ゲイブリエル               | クォーターバック                     | フィラデルフィア・イーグルス                                  |
| 1974                                 | ジョー・ネイマス                     | クォーターバック                     | ニューヨーク・ジェッツ                                        |
| 1975                                 | デイブ・ハンプトン                   | ランニングバック                     | アトランタ・ファルコンズ                                      |
| 1976                                 | グレッグ・ランドリー                 | クォーターバック                     | デトロイト・ライオンズ                                        |
| 1977                                 | クレイグ・モートン                   | クォーターバック                     | デンバー・ブロンコス                                          |
| 1978                                 | ジョン・リギンズ                     | ランニングバック                     | ワシントン・レッドスキンズ                                    |
| 1979                                 | ラリー・ゾンカ                       | ランニングバック                     | マイアミ・ドルフィンズ                                        |
| 1980                                 | ジム・プランケット                   | クォーターバック                     | オークランド・レイダース                                      |
| 1981                                 | ケン・アンダーソン                   | クォーターバック                     | シンシナティ・ベンガルズ                                      |
| 1982                                 | ライル・アルゼイド                   | ディフェンシブエンド                 | ロサンゼルス・レイダース                                      |
| 1983                                 | ビリー・ジョンソン                   | ワイドレシーバー                     | アトランタ・ファルコンズ                                      |
| 1984                                 | ジョン・ストールワース               | ワイドレシーバー                     | ピッツバーグ・スティーラーズ                                  |
| 1985                                 | 選出なし                             | 選出なし                             | 選出なし                                                      |
| 1986                                 | ジョー・モンタナ トミー・クレイマー  | クォーターバック                     | サンフランシスコ・フォーティナイナーズ ミネソタ・バイキングス |
| 1987                                 | チャールズ・ホワイト                 | ランニングバック                     | ロサンゼルス・ラムズ                                          |
| 1988                                 | グレッグ・ベル                       | ランニングバック                     | ロサンゼルス・ラムズ                                          |
| 1989                                 | オーティス・アンダーソン             | ランニングバック                     | ニューヨーク・ジャイアンツ                                    |
| 1990                                 | バリー・ワード                       | ランニングバック                     | カンザスシティ・チーフス                                      |
| 1991                                 | ジム・マクマーン                     | クォーターバック                     | フィラデルフィア・イーグルス                                  |
| 1992                                 | ランドール・カニンガム               | クォーターバック                     | フィラデルフィア・イーグルス                                  |
| 1993                                 | マーカス・アレン                     | ランニングバック                     | カンザスシティ・チーフス                                      |
| 1994                                 | ダン・マリーノ                       | クォーターバック                     | マイアミ・ドルフィンズ                                        |
| 1995                                 | ジム・ハーボー ガリソン・ハースト    | クォーターバック ランニングバック    | インディアナポリス・コルツ アリゾナ・カージナルス             |
| 1996                                 | ジェローム・ベティス                 | ランニングバック                     | ピッツバーグ・スティーラーズ                                  |
| 1997                                 | ロバート・ブルックス                 | ワイドレシーバー                     | グリーンベイ・パッカーズ                                      |
| 1998                                 | ダグ・フルーティ                     | クォーターバック                     | バッファロー・ビルズ                                          |
| 1999                                 | ブライアント・ヤング                 | ディフェンシブタックル               | サンフランシスコ・フォーティナイナーズ                        |
| 2000                                 | ジョー・ジョンソン                   | ディフェンシブエンド                 | ニューオーリンズ・セインツ                                    |
| 2001                                 | ガリソン・ハースト (2)               | ランニングバック                     | サンフランシスコ・フォーティナイナーズ                        |
| 2002                                 | トミー・マドックス                   | クォーターバック                     | ピッツバーグ・スティーラーズ                                  |
| 2003                                 | ジョン・キトナ                       | クォーターバック                     | シンシナティ・ベンガルズ                                      |
| 2004                                 | ウィリス・マゲイヒー                 | ランニングバック                     | バッファロー・ビルズ                                          |
| 2005                                 | スティーブ・スミス                   | ワイドレシーバー                     | カロライナ・パンサーズ                                        |
| 2006                                 | チャド・ペニントン                   | クォーターバック                     | ニューヨーク・ジェッツ                                        |
| 2007                                 | ランディ・モス                       | ワイドレシーバー                     | ニューイングランド・ペイトリオッツ                            |
| 2008                                 | チャド・ペニントン (2)               | クォーターバック                     | マイアミ・ドルフィンズ                                        |
| 2009                                 | トム・ブレイディ                     | クォーターバック                     | ニューイングランド・ペイトリオッツ                            |
| 2010                                 | マイケル・ヴィック                   | クォーターバック                     | フィラデルフィア・イーグルス                                  |
| 2011                                 | マシュー・スタッフォード             | クォーターバック                     | デトロイト・ライオンズ                                        |
| 2012                                 | ペイトン・マニング                   | クォーターバック                     | デンバー・ブロンコス                                          |
| 2013                                 | フィリップ・リバース                 | クォーターバック                     | サンディエゴ・チャージャーズ                                  |
| 2014                                 | ロブ・グロンコウスキー               | タイトエンド                         | ニューイングランド・ペイトリオッツ                            |
| 2015                                 | エリック・ベリー                     | フリーセイフティ                     | カンザスシティ・チーフス                                      |
| 2016                                 | ジョーディ・ネルソン                 | ワイドレシーバー                     | グリーンベイ・パッカーズ                                      |
| 2017                                 | キーナン・アレン                     | ワイドレシーバー                     | ロサンゼルス・チャージャーズ                                  |
| 2018                                 | アンドリュー・ラック                 | クォーターバック                     | インディアナポリス・コルツ                                    |
| 2019                                 | ライアン・タネヒル                   | クォーターバック                     | テネシー・タイタンズ                                          |
| 2020                                 | アレックス・スミス                   | クォーターバック                     | ワシントン・フットボールチーム                                |
| 2021                                 | ジョー・バロウ                       | クォーターバック                     | シンシナティ・ベンガルズ                                      |
| 2022                                 | ジーノ・スミス                       | クォーターバック                     | シアトル・シーホークス                                        |
| 2023                                 | ダマー・ハムリン                     | セイフティ                           | バッファロー・ビルズ                                          |
| 2024                                 | ジョー・バロウ                       | クォーターバック                     | シンシナティ・ベンガルズ                                      |

## UPI通信社カムバック賞
1962、ユナイテッド・プレス・インターナショナル（UPI）は最初のカムバック賞を選定した。 勝者のフランク・ギフォードは、チャック・ベドナリクのタックルによる大怪我から復帰した。 その翌年にAP通信が同様の賞を設立した。 UPIは、1963以降に賞を一旦中止し、1969に一年だけ復活させ、賞の授与を中止した。
| UPI通信社カムバック賞  | UPI通信社カムバック賞 | UPI通信社カムバック賞 | UPI通信社カムバック賞        |
| シーズン               | 選手名                | ポジション            | チーム                       |
| ---------------------- | --------------------- | --------------------- | ---------------------------- |
| 1962                   | フランク・ギフォード  | ワイドレシーバー      | ニューヨーク・ジャイアンツ   |
| 1963                   | エド・ブラウン        | クォーターバック      | ピッツバーグ・スティーラーズ |
| 1964 – 1968： 選出なし |                       |                       |                              |
| 1969                   | ゲイル・セイヤーズ    | ランニングバック      | シカゴ・ベアーズ             |

## スポーティングニュースNFLカムバック賞
| スポーティングニュースNFLカムバック賞 | スポーティングニュースNFLカムバック賞 | スポーティングニュースNFLカムバック賞 | スポーティングニュースNFLカムバック賞  |
| シーズン                              | 選手名                                | ポジション                            | チーム                                 |
| ------------------------------------- | ------------------------------------- | ------------------------------------- | -------------------------------------- |
| 2008                                  | アントニオ・ブライアント              | ワイドレシーバー                      | タンパベイ・バッカニアーズ             |
| 2009                                  | ヴィンス・ヤング                      | クォーターバック                      | テネシー・タイタンズ                   |
| 2010                                  | マイケル・ヴィック                    | クォーターバック                      | フィラデルフィア・イーグルス           |
| 2011                                  | プラキシコ・バーレス                  | ワイドレシーバー                      | ニューヨーク・ジェッツ                 |
| 2012                                  | エイドリアン・ピーターソン            | ランニングバック                      | ミネソタ・バイキングス                 |
| 2013                                  | ダレル・リーヴィス                    | コーナーバック                        | タンパベイ・バッカニアーズ             |
| 2014                                  | ロブ・グロンコウスキー                | タイトエンド                          | ニューイングランド・ペイトリオッツ     |
| 2015                                  | カーソン・パーマー                    | クォーターバック                      | アリゾナ・カージナルス                 |
| 2016                                  | ジョーディ・ネルソン                  | ワイドレシーバー                      | グリーンベイ・パッカーズ               |
| 2017                                  | キーナン・アレン                      | ワイドレシーバー                      | ロサンゼルス・チャージャーズ           |
| 2018                                  | アンドリュー・ラック                  | クォーターバック                      | インディアナポリス・コルツ             |
| 2019                                  | ジミー・ガロポロ                      | クォーターバック                      | サンフランシスコ・フォーティナイナーズ |
| 2020                                  | アレックス・スミス                    | クォーターバック                      | ワシントン・フットボールチーム         |
| 2021                                  | ジョー・バロウ                        | クォーターバック                      | シンシナティ・ベンガルズ               |
| 2022                                  | ジーノ・スミス                        | クォーターバック                      | シアトル・シーホークス                 |
| 2023                                  | トゥア・タゴヴァイロア                | クォーターバック                      | マイアミ・ドルフィンズ                 |
| 2024                                  | サム・ダーノルド                      | クォーターバック                      | ミネソタ・バイキングス                 |